# Limnebius leachi
Limnebius leachi är en skalbaggsart som beskrevs av Armand D'Orchymont 1932. Limnebius leachi ingår i släktet Limnebius och familjen vattenbrynsbaggar. Inga underarter finns listade i Catalogue of Life.